# JR西日本681系電聯車
681型電聯車（日語：681けいでんしゃ），為JR西日本營運的一款用於城際運輸的交直流兩用電聯車，原由北越急行於北北線（前身為國鐵時代北越北線）以特急列車白鷹號營運，因北陸新幹線通車，681系於2015年讓渡予JR西日本，此外由於683系設計和681系相容，因此常看到0番台列車和681系列車連結運行。

## 概要
连接京阪神和北陆地区的“雷鸟”和“Super雷鸟”特急列车一直使用485系电车运营，但随着高速公路网的发展，为了缩短旅行时间并提供更高水平的服务，因此建造了该系列列车。1992年7月先行的试作车登场。
在引进该系列电车时，485系担当的“雷鸟”和“超级雷鸟”列车已在没有平交道口的湖西线和北陸隧道内以每小时 130 公里的速度运行，并获得了600米紧急制动条款的特别批准。在这个电车系列中，制动性能得到了改善，目标是即使在有平交道口的路段也能以130公里/小时的速度运行。 因此，希望新型列车的性能将使其能够在没有平交道口的湖西线和北陆隧道内以 160 公里的时速运行。虽然截至 2015年 3月，该路段尚未实现时速160公里的运行，但1997年，在引进该系列列车的北北线上，已经开始了时速超过130公里的商业运营，并最终利用该系列列车的性能实现了时速160公里的运行。
JR西日本的车辆由川崎重工、近畿车辆和日立制作所制造，北越急行的车辆由川崎重工制造，但部分列车委托近畿车辆和新泻铁工所制造。 两家公司共生产了102辆新车，随后的增备转移到了683系，旨在降低成本和提高性能。之后，大部分编组从北陆新干线金泽站的开通日开始，转移到白鹭号列车进行运用。